# Ceramica siceliota

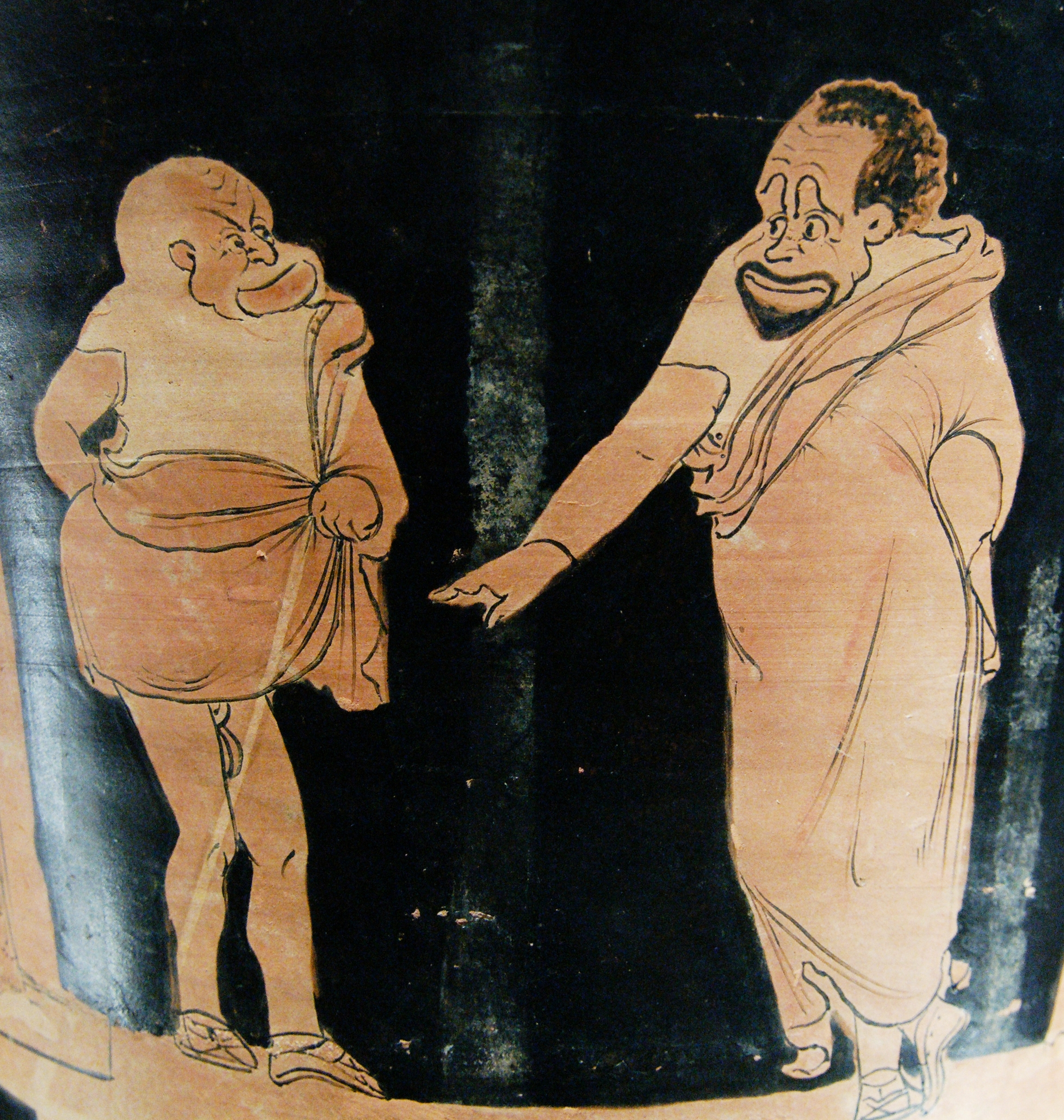
Gruppo di Lentini-Manfria, vaso fliacico a figure rosse, 340 a.C. circa. Parigi, Museo del Louvre CA7249.

La ceramica siceliota è la produzione locale di ceramica a figure rosse che ebbe inizio in Sicilia tra il 430 e il 420 del V secolo a.C. ad opera forse di artigiani ateniesi giunti in Italia per gli scambi commerciali forse prima dell'inizio della guerra del Peloponneso
L'iniziale produzione di questa piccola scuola, forse un unico laboratorio, creato dal Pittore SR 9484 (solo nel 2023 riconosciuto da Mastelloni), sembra influenzato dallo stile attico del periodo 440-430 a.C. lievemente  precedente e, dal 430/425, contemporaneo e in particolare i pittori allievi di Polignoto e che formano il Gruppo di Polignoto. 
I maggiori esponenti della produzione protosiceliota successivi al Pittore SR9484  sono il P. di Santapaola e  il P.  Himera, mentre alcuni sono condizionati dalle esperienze dei Pittori di Eretria e Meidias. Tra essi il P. di Locri, e il P. della Scacchiera, forse già attivo in Campania col pittore di Spinelli (Mc Phee), ancora qualche quinquennio dopo appare il P. di Dirce e il P. Louvre K 240 8Denoyelle Iozzo 2009) . Verso il 380-370 a.C. alcuni ceramografi della scuola siceliota si spostarono in Campania e a Paestum. Il periodo successivo vede i Pittori di Prado Fienga e della Pisside di Agrigento, di Lentini-Manfria , di MadMan e di NYN,  ecc. Le testimonianze della produzione siceliota sono numerose e la scuola assume e mantiene una fisionomia chiara, divisa in differenti laboratori nella zona centrale e orientale della Sicilia, sino a Lipari, fino alla fine del secolo, come attestano le associazioni di scavo con ceramica a vernice nera.
Lo stile, molto uniforme, mostra influenze provenienti dall'Attica, dalla scuola campana e la conoscenza della scuola apula, ma si sviluppa in modo indipendente con una tecnica policroma propria, dove al bianco e al giallo tradizionali si aggiungono, nell'ultimo quarto del IV sec.,  gradazioni di rosso, blu, fino al verde e al malva; questa policromia particolarmente evidente nel Pittore di Lipari si ritroverà nello stile di Centuripe del III secolo a.C. Le composizioni sono semplici, i soggetti più frequenti sono figure e teste femminili, un tema presente anche nelle altre scuole italiote, alcune scene dionisiache e alcune scene fliaciche. Le forme più comuni sono il cratere a calice, il cratere a campana, la pyxis skyphoide . Gli esemplari ceramici raccolti sono stati  divisi, in base alla zona del ritrovamento, in tre gruppi principali: il Gruppo Lentini-Manfria e il Gruppo dell'Etna . All'interno dei gruppi principali sono stati individuati ulteriori sottogruppi e singole personalità. Il gruppo di Lipari noto da opere scoperte sull'isola e in due soli rinvenimenti messinesi, frammentari e privi di contesto, è espressione di una produzione autonoma, ma parallela alla attica detta di Kersch, anch'essa caratterizzata dall'uso dei colori su base caolinica e anch'essa vitale soloentroil IV sec. a.C.